# Мокрушино (Новосибирская область)
Мокрушино — село в Тогучинском районе Новосибирской области. Входит в состав Степногутовского сельсовета.

## География
Площадь села — 140 гектаров.

## Население
| 2002 | 2007 | 2010 |
| ---- | ---- | ---- |
| 187  | ↘151 | ↘109 |

## Инфраструктура
В селе по данным на 2024 год функционирует 1 продовольственный магазин